# 世界癌症日
世界癌症日是每年設於2月4日的国际纪念日，設立世界癌症日的目的是提高人们对癌症的认识，鼓励人们预防、发现和治疗癌症，减少因癌症引起的疾病和死亡。世界癌症日由國際抗癌聯盟（UICC）牵头，以實現2008年通過的《世界癌症宣言》的目标。联合国在这一天會举行纪念活动。

## 历史
2000年2月4日，时任联合国教育、科学及文化组织总干事松浦晃一郎和时任法国总统雅克·希拉克在巴黎举行的新千年世界抗癌峰会上签署了《巴黎抗癌宪章》，该宪章是为了促进研究、预防癌症、改善癌症患者服务而制定，其中有一条规定《巴黎抗癌宪章》签署的周年纪念日为世界癌症日。